# A magyar labdarúgó-válogatott mérkőzései 1992-ben
A magyar labdarúgó-válogatottnak 1992-ben tizenegy találkozója volt, ebből csak három mérkőzés volt vb-selejtező. Izland Budapesten is legyőzte a magyar csapatot. Luxembourgban 3–0 ra nyert a magyar válogatott, Szalonikiben pedig döntetlen lett a találkozó eredménye.
Szövetségi kapitány:
- Jenei Imre

## Eredmények
661. mérkőzés
| 1992. március 25. |

| Magyarország             | 2–1             | Ausztria    |
| ------------------------ | --------------- | ----------- |
| Détári 65' Kovács K. 70' | (0–1) Részletek | Polster 40' |

| Népstadion, Budapest Nézőszám: 6 000 Játékvezető: Michał Listkiewicz (POL) |

662. mérkőzés
| 1992. április 29. |

| Ukrajna   | 1–3             | Magyarország                          |
| --------- | --------------- | ------------------------------------- |
| Gecko 92' | (0–0) Részletek | Sallói 62' Kiprich 68' 84' (11-esből) |

| Ungvár Nézőszám: 11 000 Játékvezető: Vadzim Dzmitrijevics Zsuk (BLR) |

663. mérkőzés
| 1992. május 12. |

| Magyarország | 0–1             | Anglia            |
| ------------ | --------------- | ----------------- |
|              | (0–0) Részletek | Telek 55' (őngól) |

| Népstadion, Budapest Nézőszám: 30 000 Játékvezető: Heinz Holzmann (AUT) |

664. mérkőzés
| 1992. május 27. |

| Svédország      | 2–1             | Magyarország |
| --------------- | --------------- | ------------ |
| Schwarz 31' 40' | (2–0) Részletek | Márton 64'   |

| Råsunda Stadion, Stockholm Nézőszám: 6 000 Játékvezető: Kaj Nätri (FIN) |

665. mérkőzés – vb-selejtező
| 1992. június 3. |

| Magyarország | 1–2             | Izland                         |
| ------------ | --------------- | ------------------------------ |
| Kovács K. 2' | (1–0) Részletek | Ørlygsson 51' H. Magnusson 73' |

| Népstadion, Budapest Nézőszám: 12 000 Játékvezető: Angelo Amendolia (ITA) |

666. mérkőzés
| 1992. augusztus 26. |

| Magyarország              | 2–1             | Ukrajna                    |
| ------------------------- | --------------- | -------------------------- |
| Kovács K. 81' Nagy T. 92' | (0–1) Részletek | Gudimenko 38' Leonenko 57′ |

| Városi Stadion, Nyíregyháza Nézőszám: 15 000 Játékvezető: Octavian Ştreng (ROM) |

667. mérkőzés – vb-selejtező
| 1992. szeptember 9. |

| Luxemburg | 0–3             | Magyarország                 |
| --------- | --------------- | ---------------------------- |
|           | (0–1) Részletek | Détári 16' Kovács K. 52' 78' |

| Municipal Stadion, Luxembourg Nézőszám: 4 000 Játékvezető: Loízosz Loízu (CYP) |

668. mérkőzés
| 1992. szeptember 23. |

| Magyarország | 0–0       | Izrael |
| ------------ | --------- | ------ |
|              | Részletek |        |

| Üllői úti Stadion, Budapest Nézőszám: 3 000 Játékvezető: Roman Steindl (AUT) |

669. mérkőzés
| 1992. október 11. |

| Katar      | 1–4             | Magyarország                               |
| ---------- | --------------- | ------------------------------------------ |
| Khalil 72' | (0–3) Részletek | Kiprich 17' 40' 50' Kovács K. 43' Cseh 87′ |

| Doha Nézőszám: 1 000 Játékvezető: Dzsászem el-Húri (KUW) |

670. mérkőzés
| 1992. október 13. |

| Katar                           | 1–1             | Magyarország              |
| ------------------------------- | --------------- | ------------------------- |
| Nusztafa Mubarak 82' (11-esből) | (0–0) Részletek | Kovács K. 52' Nagy T. 83′ |

| Doha Nézőszám: 1 000 Játékvezető: Ali Duma (QAT) |

671. mérkőzés – vb-selejtező
| 1992. november 11. |

| Görögország | 0–0       | Magyarország |
| ----------- | --------- | ------------ |
|             | Részletek | Lipcsei 74′  |

| PAOK Stadion, Szaloniki Nézőszám: 55 000 Játékvezető: Philip Don (ENG) |